# Wierzbica (Krasnystaw)
Pour les articles homonymes, voir Wierzbica.
Wierzbica (prononciation : [vjɛʐˈbit͡sa]) est un village polonais de la gmina de Rudnik dans le powiat de Krasnystaw de la voïvodie de Lublin dans l'est de la Pologne.
Il se situe à environ 22 kilomètres au sud-ouest de Krasnystaw (siège du powiat) et 49 kilomètres au sud-est de Lublin (capitale de la voïvodie).
Le village compte approximativement une population de 270 habitants.

## Histoire
De 1975 à 1998, le village est attaché administrativement à la Voïvodie de Zamość.

Depuis 1999, il fait partie de la nouvelle voïvodie de Lublin.